# USS Wake (PR-3)
«USS Wake (PR-3)» — річковий канонерський човен ВМС США, що діяв на річці Янцзи, і був захоплений Японією 8 грудня 1941 року.

## Історія створення
Спочатку був введений в експлуатацію як канонерський човен «USS Guam (PG-43)», корабель був перекласифікрований 1928 року як «річковий патрульний корабель» PR-3, а також перейменований на «USS Wake (PR-3)» 23 січня 1941 року.

## Історія служби

### ВМС США
Він був спущений на воду 28 травня 1927 року як «USS Guam (PG-43)» в Шанхаї, і введений в експлуатацію 28 грудня 1927 року. Його основним завданням було забезпечення безпеки американських місіонерів та інших іноземців. Пізніше корабель також діяв як «корабель радіорозвідки», відслідковуючи пересування японської армії. Однак станом на 1939 рік його завжди «супроводжував» японський військовий корабель, куди б американський корабель не вирушив, оскільки дедалі більше й більше територій Китаю підпадали під японський контроль.
З 23 січня 1941 року канонерка була перейменована на '«USS Wake (PR-3)» оскільки ім'я «Гуам» вирішили надати крейсеру USS Guam (CB-2) типу «Аляска», який заклали в США. 25 листопада 1941 року LCDR Ендрю Ерл Гарріс, брату Філда Гарріса, було наказано, щоб закрити пункт лейтенанта-командера у Ханькоу, і вирушити до Шанхаю. 28 листопада 1941 р. Гарріс та більша частина екіпажу дістались до Шанхаю, і їм було наказано плисти до Філіппін. Колумбус Дарвін Сміт — досвідчений лоцман на річці Янцзи, був призначений капітаном «Вейка» з присвоєнням звання лейтенанта-командера.
Коли 7 грудня 1941 року відбувся напад на Перл-Гарбор, Шанхай вже був окупований Японією за результатами Шанхайської битви 1937 року. Сміт станом на 8 грудня 1941 року (7 грудня на Гаваях) мав екіпаж всього 14 осіб, коли японці захопили корабель, який був пришвартований до пристані в Шанхаї. Сміт отримав телефонний дзвінок напередодні ввечері від знайомого японського офіцера. Офіцер запитав, де Сміт буде наступного ранку, оскільки він хотів доставити індичок для Сміта та його екіпажу. Японці зробили те ж саме з іншими американськими офіцерами та чиновниками, щоб визначити, де вони будуть 8 грудня. Однак командир Сміт отримав повідомлення від свого начальника про атаку на Перл-Гарбор і кинувся на корабель лише для того, щоб знайти його під охороною японців. Оточений переважаючими японськими силами, екіпаж невдало намагався здійснити підрив судна. «Вейк» здався, єдиний американський корабель, який це зробив у Другій світовій війні .
Командер Сміт та його екіпаж були ув'язнені до табору полонених поблизу Шанхаю, де пізніше були ув'язнені морські піхотинці та моряки США, захоплені на острові Вейк.

### На службі в Японії
Японці передали «Вейк» своєму маріонетковому режиму Ван Цзінвея в Нанкіні, де корабель перейменували в Tatara (яп. 多多良). Відомо про наступні події за його участі.
| Дата                  | Діяльність                                                              |
| --------------------- | ----------------------------------------------------------------------- |
| 15 грудня 1941 року   | Ремонт на Kiaguan Engineering and Dock Works.                           |
| 26 січня 1942 року    | Завершення переобладнання.                                              |
| 11 жовтня 1942 року   | Зазнав аварії поблизу Нанкіну.                                          |
| 12 жовтня 1942 року   | Повертається до Kianguan E. & DW для ремонту.                           |
| 5 листопада 1942 року | Ремонт закінчений.                                                      |
| 3 червня 1944 року    | Атака бомбардувальників B-24, без пошкоджень.                           |
| 18 червня 1944 року   | Атака трьох бомбардувальників B-25, без пошкоджень.                     |
| 2 грудня 1944р        | Атака шести винищувачів П-51 «Мустанг».                                 |
| 7 грудня 1944 року    | Атака двох Р-51.                                                        |
| 18 грудня 1944р       | Атака трьох Р-51.                                                       |
| 24 грудня 1944р       | Вирушив на ремонт до Kianguan.                                          |
| 1 січня 1945 року     | Прибув у Kianguan E. & DW для ремонту та посилення зенітного озброєння. |
| 3 лютого 1945 року    | Ремонт закінчений.                                                      |

### Повоєнна доля
У 1945 році, наприкінці війни, корабель відбили США. США передали корабель китайським націоналістам, які перейменували його на «Тай Юань» (太原). Врешті-решт канонерський човен захопили комуністичні китайські сили в 1949 році.
Станом на 2019 рік жоден інший корабель ВМС США не отримав назву «Вейк», хоча ескортний авіаносець типу «Касабланка», спущений на воду у 1943 році, отримав назву «Вейк Айленд»